# Rober Correa
Rober Correa, właśc. Roberto Antonio Correa Silva (ur. 20 września 1992 w Badajoz) – hiszpański piłkarz występujący na pozycji obrońcy w SD Eibar.